# Walzenhausen
Walzenhausen és un municipi del cantó d'Appenzell Ausser-Rhoden (Suïssa).